# میرآباد (دشت)
میرآباد روستایی در دهستان دشت بخش سیلوانه شهرستان ارومیه استان آذربایجان غربی ایران است.

## جمعیت
بر پایه سرشماری عمومی نفوس و مسکن در سال ۱۳۹۵ جمعیت این روستا ۱۰۳ نفر (۲۵خانوار) بوده‌است.